# 브로니: 전혀 예상못한 마이 리틀 포니의 성인 팬들
브로니: 전혀 예상못한 마이 리틀 포니의 성인 팬들, 또는 브로니 다큐(Bronies: The Extremely Unexpected Adult Fans of My Little Pony)는 《마이 리틀 포니: 우정은 마법》의 팬덤, 브로니를 주제로 한 다큐멘터리 영화이다. 킥스타터를 통해 제작비를 충당했다. 기존에는 애니메이션의 성우들과 존 디 랜시가 뉴저지에서 열리는 2012 브로니콘에 가는 내용을 다루려 했다.
여러 브로니들의 개인적인 이야기와 브로니 모임 등에 가서 겪는 내용을 주제로 삼고 있다. 또한, 마이 리틀 포니 제작진 인터뷰 및 브로니 팬덤과 관련된 활동 등도 소개하고 있다.

## 배경
《마이 리틀 포니: 우정은 마법》은 해즈브로의 로렌 파우스트가 개발한 마이 리틀 포니 프랜차이즈의 리메이크 작품이다. 아동을 주고객층으로 개발되었지만, 2010년 10월 10일에 허브 네트워크에서 첫 방영이 시작되면서 4chan을 중심으로 남성 청소년, 성인 팬들이 생기기 시작했다. 이러한 현상은 인터넷에 널리 퍼져, 마이 리틀 포니: 우정은 마법의 팬덤을 칭하는 "Bro(형제)"와 "Pony(포니)"의 합성어인 브로니라는 단어를 만들어 냈다.

## 제작

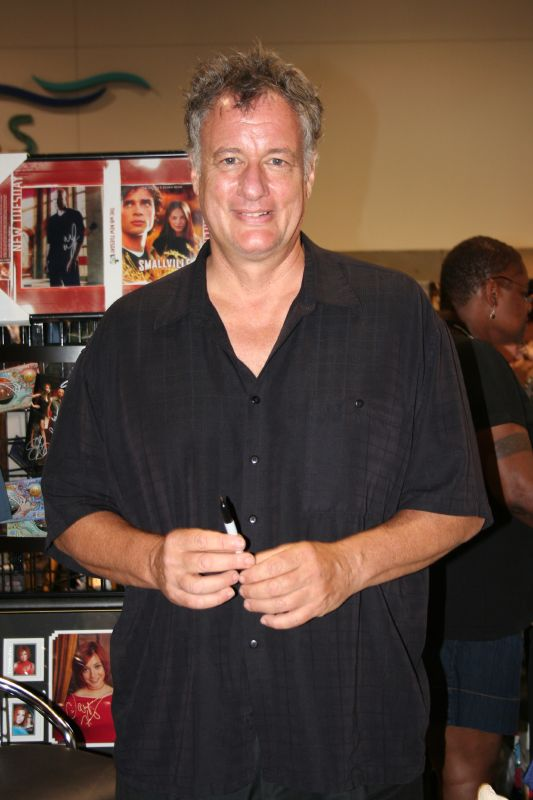
존 디 랜시

이 영화의 실행 제작자인 존 디 랜시는 《마이 리틀 포니: 우정은 마법 시즌2》의 첫 에피소드인 "The Return of Harmony"에서 디스코드의 성우로 등장해 처음 마이 리틀 포니를 접했다. 성우 녹음 후, 존 디 랜시는 애니메이션에 대해 잊고 있었지만, 전자 우편, 소셜 네트워킹 서비스 등을 통해 브로니에 대해 알게 되었다. 존 디 랜시는 브로니에 대해 조사하기 시작했고, 스타트렉 팬덤과의 유사성을 느꼈다.
이후 존 디 랜시는 마이클 브록호프, 로랑 말라케와 함께 브로니 팬덤에 대한 다큐멘터리 영화를 만들기로 했다. 마이클 브록호프는 이전에 다른 다큐멘터리 영화에서 존 디 랜시와 함께 일한 적이 있다. 브로니에 대해 조사하던 존 디 랜시는 언론이 브로니의 부정적인 면만 부각시켜 보도하는 것을 보고 이것을 바로 잡기로 결정했다.
존 디 랜시와 제작 인원들은 제작비를 충당하기 위해 킥스타터를 이용하기로 결정했다. 그 당시 영화의 이름은 〈브로니콘: 다큐멘터리〉로 예정되어 있었다. 2012년 5월 13일에 킥스타터가 시작됐고, 2012년 5월 16일에 목표 금액인 60,000 달러를 뛰어넘었다. 이후 타라 스트롱과 로렌 파우스트도 제작에 참여했고, 다큐멘터리의 규모를 키우기 위해 제작비를 200,000 달러로 늘렸다. 2012년 6월 4일에 추가 목표 금액이 달성되었고, 다시 270,000 달러로 제작비를 늘렸다. 2012년 6월 8일에는 킥스타터에서 네 번째로 많이 모금된 영화 프로젝트로 선정되었다.
추가 금액은 다큐멘터리의 규모를 키우기 위한 갤라콘, B.U.C.K. 컨벤션 교통비로 쓰였다. 이후 이름을 〈브로니: 전혀 예상못한 마이 리틀 포니의 성인 팬들〉로 변경했다. 존 디 랜시는 이 다큐멘터리가 "왜 20살 남성들이 아동용 만화를 보나요? 또, 왜 사회는 그 사람들을 안 좋게 보나요?"에 대한 궁금증을 해결해줄 것이라고 밝혔다.